# Французов, Сергей Алексеевич (историк)
Серге́й Алексе́евич Францу́зов (род. 13 октября 1963, Ленинград, СССР) — советский и российский востоковед-сабеист. Доктор исторических наук (2010), профессор. Один из авторов «Православной энциклопедии».

## Биография
В 1985 году окончил с отличием отделение истории арабских стран восточного факультета ЛГУ, присвоена квалификация «востоковед-историа (история арабских стран)».
В августе 1990 года был зачислен в штат Ленинградского отделения Института востоковедения АН СССР, где продолжает работать.
16 ноября 1990 года в ЛО ИВ АН СССР под руководством кандидата филологических наук П. А. Грязневича защитил диссертацию на соискание учёной степени кандидата исторических наук по теме «Социально-политическая история Хадрамаута в раннее средневековье» (специальность 07.00.03 — всеобщая история); официальные оппоненты — доктор исторических наук С. Б. Чернецов и кандидат исторических наук А. И. Колесников; ведущая организация — Институт стран Азии и Африки при МГУ имени М. В. Ломоносова. В 2004 году она была опубликована в виде монографии на арабском языке в столице Йемена Сане.
16 апреля 2010 г. получил ученое звание доцента по специальности 07.00.09 «историография, источниковедение и методы исторического исследования».
13 октября 2010 года в Институте восточных рукописей РАН защитил диссертацию на соискание учёной степени доктора исторических наук «Общество и государство в древнем Хадрамауте (начало I тысячелетия до н. э. — середина I тысячелетия н. э.)» (специальность 07.00.03 — всеобщая история (древний мир)); официальные оппоненты — член-корреспондент РАН, доктор исторических наук М. А. Дандамаев, член-корреспондент РАН, доктор исторических наук М. Б. Пиотровский и доктор исторических наук М. А. Родионов; ведущая организация — Российский государственный гуманитарный университет.
С января 2004 г. - ученый секретарь Диссертационного совета Д 002.041.01 при СПбФ ИВ РАН (ныне ИВР РАН).
По состоянию на 2023 год занимает должность главного научного сотрудника Института восточных рукописей РАН.
С сентября 2011 г. занимает должность профессора (по совместительству) кафедры семитологии и гебраистики восточного факультета СПбГУ. С 2014 г. также является профессором департамента востоковедения и африканистики НИУ ВШЭ в Санкт-Петербурге.

## Научная деятельность
С начала 1990-х годов специализируется в области сабеистики — отрасли востоковедения, изучающей языки, историю и культуру древней Южной Аравии, публикует надписи, открытые на территории Хадрамаута Советско-йеменской комплексной экспедицией в 1983—1991 г. В 2001 и 2007 годах в Париже и Риме были опубликованы на французском языке два тома подготовленного Французовым издания текстов из оазиса Райбун с переводом, комментарием и исследованием.
Занимается изучением средневековой Эфиопии и арабо-христианской письменной традиции.
Участвовал в качестве эпиграфиста в работе Российской комплексной экспедиции в Йеменской Республике в 1998, 2004, 2005, 2007 и 2008 годах.
Опубликовал более 170 научных работ.
С 2010 года член редакционной коллегии журнала «Вестник Православного Свято-Тихоновского гуманитарного университета. Серия 3: Филология», входящего в «Перечень…» ВАК. Член редсовета ежегодника «Христианский Восток. Новая серия», издающегося Государственным Эрмитажем и РАН.

## Научные труды

### Монографии
на русском языке
- Французов С. А. Райбун: надписи и люди (эпиграфические памятники, религиозная жизнь и социальное устройство культового центра древнего Хадрамаута): монография / Российская акад. наук, Ин-т восточных рукописей. - СПб.: Издательство Санкт-Петербургского университета, 2009. — 216 с. ISBN 978-5-288-04896-8
- Французов С. А. История Хадрамаута с древнейших времён до конца британского владычества: в 3 т. — СПб.: Петербургское лингвистическое общество, 2014. ил. — (Studia Yemenica). ISBN 978-5-4318-0015-3
- Пять житий. Очерки изучения арабо-православной агиографии. Исследование и публикация / Российская академия наук, Институт восточных рукописей, Российский государственный педагогический университет имени А. И. Герцена. — СПб.: Издательство РГПУ имени А. И. Герцена, 2021. — 279 с. (Fontes Scripti Antiqui). ISBN 978-5-8064-3050-3 : 300 экз.

на других языках
- Frantsouzoff Serge, Robin C. J. Nihm (Inventaire des inscriptions sudarabiques / Publié par les soins de Christian Robin. T. 8). Paris: Diffusion De Boccard, 2016. Fasc. A: Les documents. 208 p.; fasc. B: Les planches. 117 p. Issue A, B: Les documents; les рlanches. Diffusion de Boccard, 2016.

## Награды и премии
- Награждён Патриархом Алексием II медалью Святителя Макария, митрополита Московского за активную работу в «Православной энциклопедии» (2007)[1].
- Премия Правительства Санкт-Петербурга за выдающиеся научные результаты в области науки и техники в 2023 году. Номинация исторические науки — премия имени Е. В. Тарле (Постановление Правительства Санкт-Петербурга от 23.05.2023 № 483). «За значительный вклад в изучение ближневосточных письменных источников в контексте межцивилизационных контактов».